# 梁桂
梁桂（1964年8月—），安徽合肥人。中华人民共和国政治人物。男，汉族。1984年7月参加工作，1993年6月加入中国共产党。复旦大学基础数学专业博士研究生，理学博士。曾任科学技术部火炬高技术产业开发中心主任，杨凌农业高新技术产业示范区党工委书记，西北农林科技大学党委书记，中共陕西省委常委、宣传部部长、省政府常务副省长，中共江西省委宣传部部长，赣江新区党工委书记，中共江西省委常委等职务。

## 生平
1984年，毕业于安徽师范大学数学系。1984年至1988年，在安徽阜阳师范学院数学系任教。1988年，考入复旦大学数学研究所基础数学专业攻读硕士、博士学位；1993年，获博士研究生学历，并在复旦大学经济学院进行博士后课题研究，主攻城市经济学。
1996年，调上海浦东新区工作；历任浦东房地产集团副总经理，浦东新区管委会政策研究室副主任，浦东生产力促进中心主任，浦东新区管委会经济贸易局副局长，科学技术局副局长、局长，浦东新区科协副主席。
2004年，调中华人民共和国科技部工作，先后担任火炬高技术产业开发中心副主任、主任，并兼任科技型中小企业创新基金管理中心主任。
2010年，任中共杨凌农业高新技术产业示范区党工委书记。2011年6月，任西北农林科技大学党委副书记。2013年5月，任西北农林科技大学党委书记（副部级）。
2015年7月，任中共陕西省委常委，8月兼任省委宣传部部长。2016年12月，任陕西省人民政府常务副省长。
2018年2月24日，当选为第十三届全国人大代表。
2021年9月，调任中共江西省委常委、宣传部部长。
2021年12月，任江西省人民政府党组副书记、副省长，不再担任省委宣传部部长。
2022年6月，兼任赣江新区党工委书记。2023年1月，不再担任中共赣江新区党工委书记。2024年12月，不再担任江西省委常委。